# Callionymus
Callionymus es un género de peces marinos perciformes de la familia de los «dragoncitos» o calinonímidos (Callionymidae).

## Morfología
- Presentan una gran membrana detrás de los últimos radios de la primera aleta dorsal.
- La primera aleta dorsal tiene entre 3 y 4 espinas.
- La segunda aleta dorsal tiene 6-10 radios.
- La aleta anal presenta entre 8 y 10 radios.[1]

## Especies
El género comprende las siguientes especies:
- Callionymus aagilis (Fricke, 1999)
- Callionymus acutirostris (Fricke, 1981)
- Callionymus afilum (Fricke, 2000)
- Callionymus africanus (Kotthaus, 1977)
- Callionymus altipinnis (Fricke, 1981)
- Callionymus amboina (Suwardji, 1965)
- Callionymus annulatus (Weber, 1913)
- Callionymus australis (Fricke, 1983)
- Callionymus belcheri (Richardson, 1844)
- Callionymus beniteguri (Jordan & Snyder, 1900)
- Callionymus bentuviai (Fricke, 1981)
- Callionymus bifilum (Fricke, 2000)
- Callionymus bleekeri (Fricke, 1983)
- Callionymus carebares (Alcock, 1890)
- Callionymus colini (Fricke, 1993)
- Callionymus comptus (Randall, 1999)
- Callionymus cooperi (Regan, 1908)
- Callionymus corallinus (Gilbert, 1905)
- Callionymus curvicornis (Valenciennes a Cuvier & Valenciennes, 1837)
- Callionymus decoratus (Gilbert, 1905)
- Callionymus delicatulus (Smith, 1963)
- Callionymus doryssus (Jordan & Fowler, 1903)
- Callionymus draconis (Nakabo, 1977)
- Callionymus enneactis (Bleeker, 1879)
- Callionymus erythraeus (Ninni, 1934)
- Callionymus fasciatus (Valenciennes a Cuvier & Valenciennes, 1837)
- Callionymus filamentosus (Valenciennes a Cuvier & Valenciennes, 1837)
- Callionymus flavus (Fricke, 1983)
- Callionymus fluviatilis (Day, 1876)
- Callionymus formosanus (Fricke, 1981)
- Callionymus futuna (Fricke, 1998)
- Callionymus gardineri (Regan, 1908)
- Callionymus goodladi (Whitley, 1944)
- Callionymus grossi (Ogilby, 1910)
- Callionymus guentheri (Fricke, 1981)
- Callionymus hainanensis (Li, 1966)
- Callionymus hildae (Fricke, 1981)
- Callionymus hindsii (Richardson, 1844)
- Callionymus ikedai
- Callionymus io (Fricke, 1983)
- Callionymus izuensis (Fricke & Zaiser Brownell, 1993)
- Callionymus japonicus (Houttuyn, [[1782)
- Callionymus kailolae (Fricke, 2000)
- Callionymus keeleyi (Fowler, 1941)
- Callionymus koreanus
- Callionymus kotthausi (Fricke, 1981)
- Callionymus leucobranchialis (Fowler, 1941)
- Callionymus leucopoecilus (Fricke & Lee, 1993)
- Callionymus limiceps (Ogilby, 1908)
- Callionymus lunatus
- Callionymus luridus (Fricke, 1981)
- Callionymus lyra (Linnaeus, [[1758)
- Callionymus macclesfieldensis (Fricke, 1983)
- Callionymus macdonaldi (Ogilby, 1911)
- Callionymus maculatus (Rafinesque, 1810)
- Callionymus margaretae (Regan, 1905)
- Callionymus marleyi (Regan, 1919)
- Callionymus marquesensis (Fricke, 1989)
- Callionymus martinae (Fricke, 1981)
- Callionymus mascarenus (Fricke, 1983)
- Callionymus megastomus (Fricke, 1982)
- Callionymus melanotopterus (Bleeker, 1851)
- Callionymus meridionalis (Suwardji, 1965)
- Callionymus moretonensis (Johnson, 1971)
- Callionymus mortenseni (Suwardji, 1965)
- Callionymus muscatensis (Regan, 1905)
- Callionymus neptunius (Seale, 1910)
- Callionymus obscurus (Fricke, 1989)
- Callionymus ochiaii (Fricke, 1981)
- Callionymus octostigmatus (Fricke, 1981)
- Callionymus ogilbyi (Fricke, 2002)
- Callionymus oxycephalus (Fricke, 1980)
- Callionymus persicus (Regan, 1905)
- Callionymus planus (Ochiai a Ochiai, Araga & Nakajima, 1955)
- Callionymus platycephalus (Fricke, 1983)
- Callionymus pleurostictus (Fricke, 1982)
- Callionymus pusillus (Delaroche, 1809)
- Callionymus regani (Nakabo, 1979)
- Callionymus reticulatus (Valenciennes a Cuvier & Valenciennes, 1837)
- Callionymus risso (Lesueur, 1814)
- Callionymus rivatoni (Fricke, 1993)
- Callionymus russelli (Johnson, 1976)
- Callionymus sagitta (Pallas, 1770)
- Callionymus sanctaehelenae (Fricke, 1983)
- Callionymus scaber (McCulloch, 1926)
- Callionymus scabriceps (Fowler, 1941)
- Callionymus schaapii (Bleeker, 1852)
- Callionymus semeiophor (Fricke, 1983)
- Callionymus sereti (Fricke, 1998)
- Callionymus simplicicornis (Valenciennes a Cuvier & Valenciennes, 1837)
- Callionymus sokonumeri
- Callionymus sphinx (Fricke & Heckele, 1984)
- Callionymus spiniceps (Regan, 1908)
- Callionymus stigmatopareius (Fricke, 1981)
- Callionymus sublaevis (McCulloch, 1926)
- Callionymus superbus (Fricke, 1983)
- Callionymus tenuis (Fricke, 1981)
- Callionymus tethys (Fricke, 1993)
- Callionymus umbrithorax (Fowler, 1941)
- Callionymus valenciennei (Temminck & Schlegel, 1845)
- Callionymus variegatus (Temminck & Schlegel, 1845)
- Callionymus whiteheadi (Fricke, 1981)
- Callionymus zythros (Fricke, 2000)